# Kurt Tucholsky
("Was darf die Satire?")
Kurt Tucholsky (Berlino, 9 gennaio 1890 – Göteborg, 21 dicembre 1935) è stato uno scrittore, poeta e giornalista tedesco.

## Biografia

### Gli anni della gioventù: la guerra e l'avvento della Repubblica di Weimar

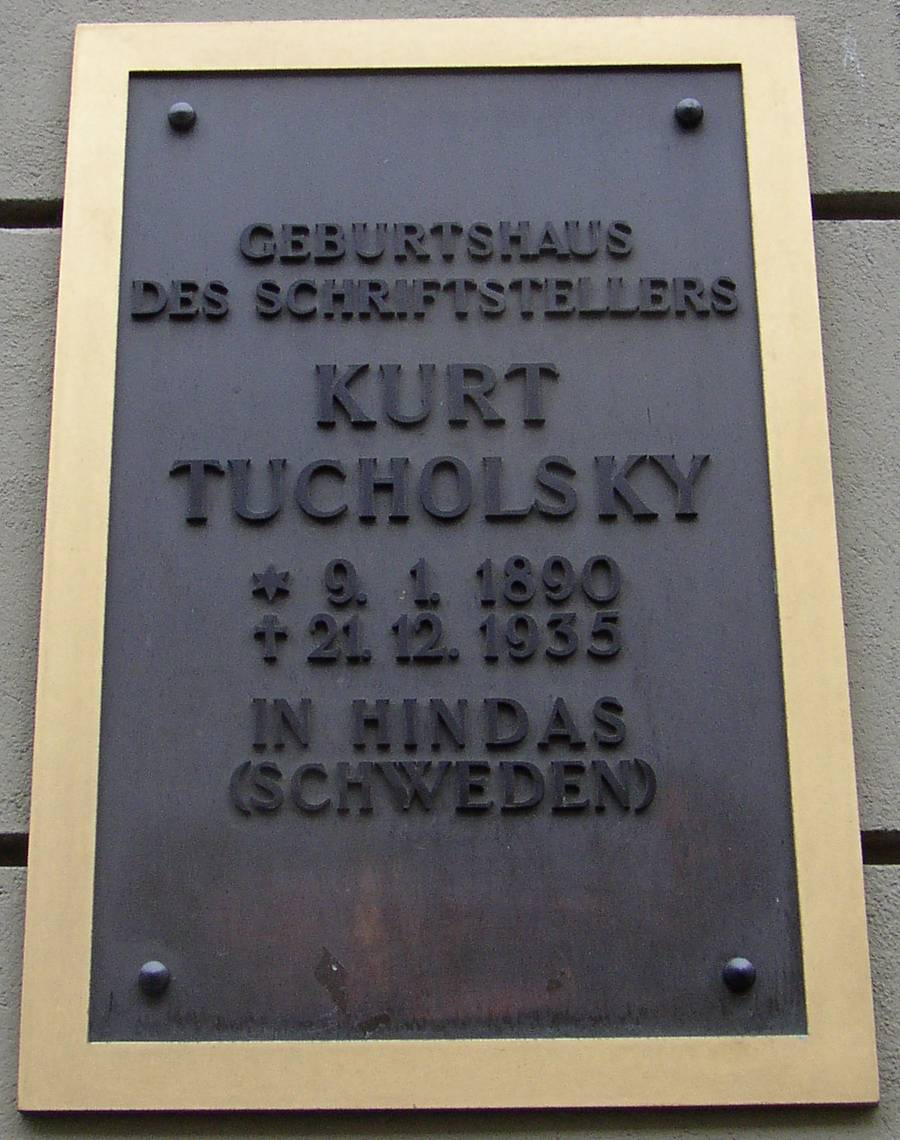
Targa commemorativa a Berlino

Kurt Tucholsky nasce a Berlino il 9 gennaio 1890 da una ricca famiglia ebraica di origine polacca. Il padre Alexander fu direttore, assieme a Walther Rathenau, della Berliner Handelsgesellschaft di proprietà di Carl Fürstenberg. All'età di tre anni si trasferisce con la famiglia a Stettino, in Pomerania, seguendo esigenze d'affari del padre. All'età di quindici anni perde prematuramente il padre, episodio che sancirà l'inasprirsi del suo rapporto con la madre. Frequenta prima il Collège-Francais, dove si avvicinerà alla lingua ed alla cultura francese, e successivamente il Königliches Wilhelm Gymnasium, nel quale svilupperà il suo profondo distacco dalla cultura dell'impero di Guglielmo II. All'età di diciassette anni compone i suoi primi testi satirici che vengono pubblicati sul settimanale Ulk. Frequenta in seguito la facoltà di giurisprudenza a Berlino, spinto in questi studi dalla famiglia. In questo periodo scrive per il Vorwärts (Avanti), giornale organo del partito socialdemocratico, per la rivista d'arte Pan, fondata da Paul Cassirer ed Alfred Kerr, sul settimanale satirico Simplicissimus e sul quotidiano Prager Tageblatt. Nel 1911 compie un importante viaggio a Praga assieme all'amico disegnatore Kurt Szafranski. Grazie alla sua amicizia con Max Brod verrà in contatto con l'élite culturale della città: incontrerà Franz Werfel, Otto Baum e Franz Kafka, sul quale fece un'ottima impressione
Nel 1912 scrive il bestseller Il castello di Rheinsberg. Libro illustrato per innamorati corredato dalle illustrazioni dell'amico Szafranski. L'anno successivo comincerà a collaborare con la rivista teatrale Die Schaubühne, diretta da Siegfried Jacobsohn. Questa collaborazione porterà la rivista a rinnovarsi in Weltbühne (da "scena del teatro" a "scena del mondo") occupandosi di politica, arte e cultura. Nel 1914 Kurt Tucholsky pubblica Der Zeitsparer, raccolta dei suoi scritti grotteschi. Si laurea a Jena nel 1915, dopo il primo tentativo fallito. Nel medesimo anno viene richiamato alle armi, periodo che segnerà profondamente la sua opinione. Nel dicembre del 1918, reduce dall'esperienza bellica, diviene direttore di Ulk, l'inserto settimanale del Berliner Tageblatt. Intanto in Germania nasce la Repubblica di Weimar, alla cui élite culturale Kurt Tucholsky sarà in definitiva associato.

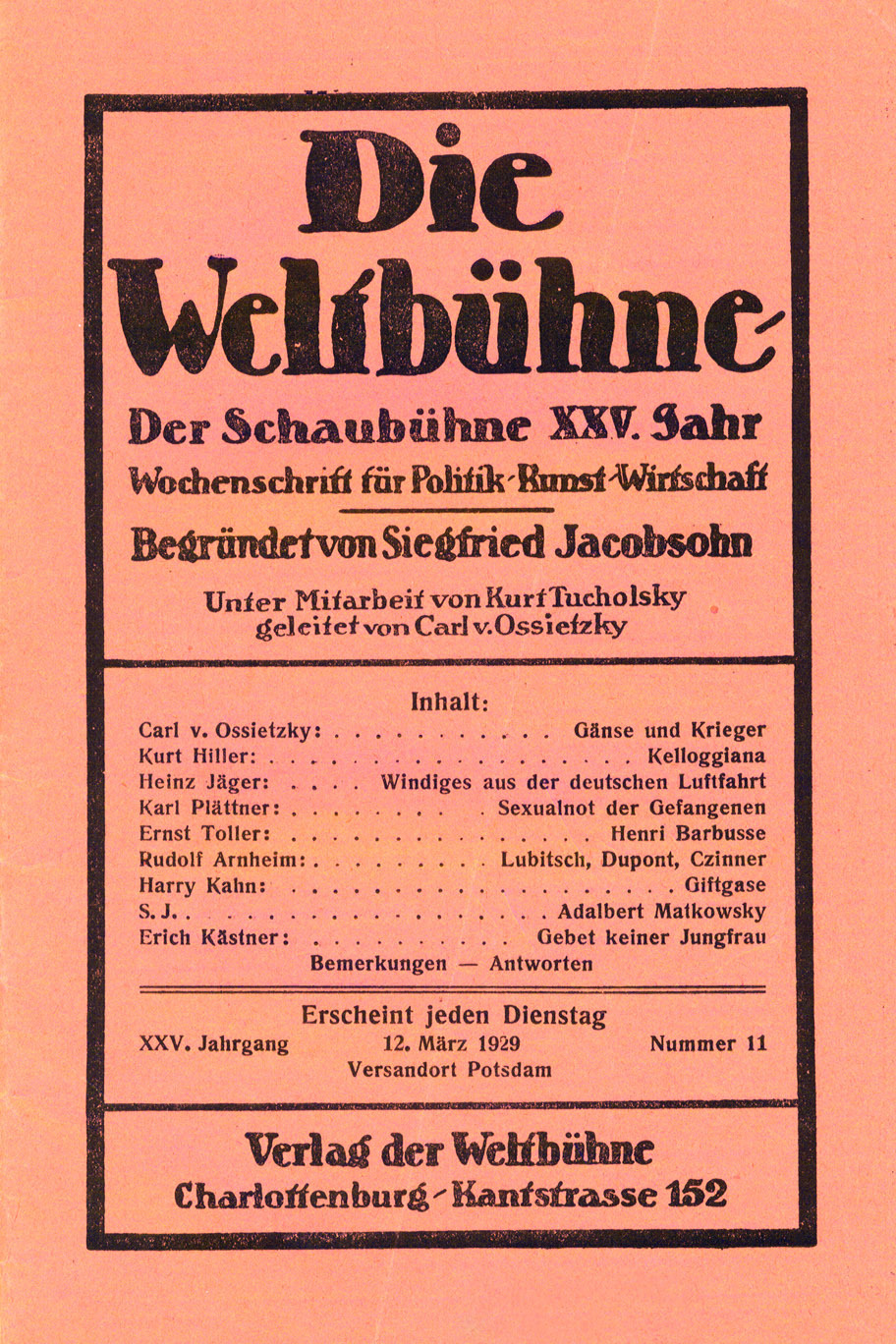
La Weltbühne, rivista di politica, arte e cultura.

### Il pacifismo e la sinistra tedesca: Tucholsky a Parigi
Nel biennio 1919-1920 escono otto pamphlets dal nome Militaria, atto di accusa verso il sistema militare tedesco e lo strazio della guerra. Sempre in questi anni l'autore diviene capo di innumerevoli associazioni pacifiste, entrerà a far parte del partito USPD (i socialdemocratici indipendenti). Dal 1920 scriverà numerosi couplet per il cabaret artistico. Dopo un periodo di crisi dal 1922 al 1923, con una diminuzione della sua già amplissima e varia produzione artistica, si trasferirà a Parigi come inviato per le testate giornalistiche per cui scriveva. In forte critica con la società berlinese del tempo, Kurt Tucholsky non farà mai definitivo ritorno in patria. I suoi reportage dalla Francia trasudano di amore verso quella patria che lo faceva sentire un essere umano. Intanto la situazione tedesca lo sconforta sempre più. La morte del Presidente della Repubblica di Weimar Friedrich Ebert e la successiva ascesa al potere del blocco di centro-destra con il Presidente Paul von Hindenburg spingono Kurt Tucholsky ad assumere posizioni più radicali, pacifiste e di totale avversione verso l'autoritarismo ed il militarismo. Si avvicinerà al Partito Comunista di Germania, sentendo la necessità di una risposta intransigente nei confronti del preoccupante avanzare delle destre. Rimarrà collocato in questa posizione politica fino alla fine degli anni venti, quando criticherà fortemente il partito per le sue posizioni filistee.
Il 24 marzo 1914 fu iniziato in Massoneria nella Loggia Zur Morgenröte di Berlino.

### L'ultima satira: l'ascesa del Nazismo e l'esilio in Svezia

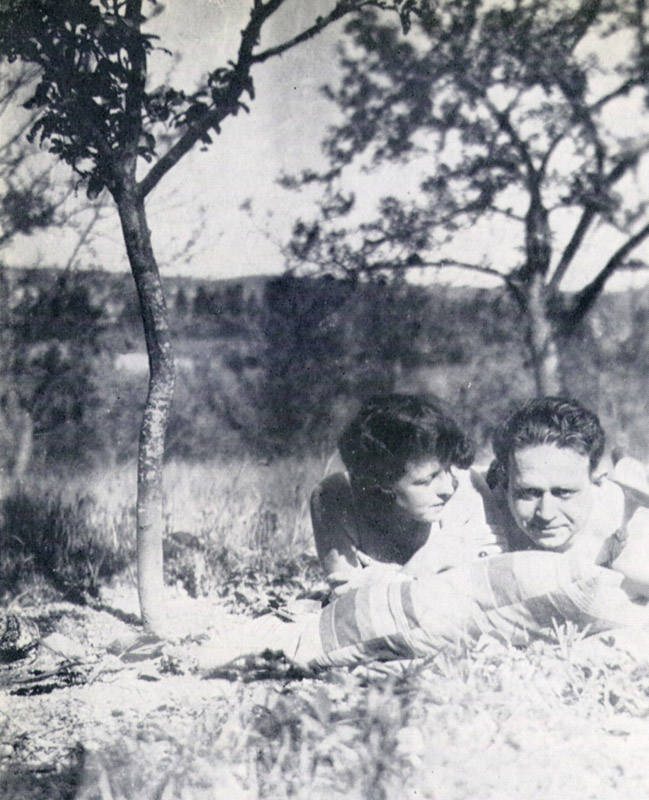
Kurt Tucholsky assieme a Lisa Matthias a Läggesta.

Nell'ottobre del 1924 nascerà sulle colonne della Weltbühne il suo personaggio più famoso, il superficiale, arrogante, ipocrita borghese ebreo signor Wendriner, che comparirà in sedici racconti fino al 1930. A causa della morte del suo amico nonché direttore Siegfried Jacobsohn diverrà controvoglia direttore della Weltbühne dal dicembre 1926 all'ottobre 1927, facendo dunque un breve ritorno a Berlino. Esce in quest'ultimo anno la sua raccolta di racconti di viaggio Ein Pyrenäenbuch. Nel 1929 darà alle stampe la sua opera più controversa, criticata e radicale: Deutschland, Deutschland über alles. Ein Bilderbuch von Kurt Tucholsky und vielen Fotografen. Montiert von John Heartfield (Germania, Germania sopra tutto. Un testo illustrato di Kurt Tucholsky e molte fotografie. Montato da John Heartfield), una feroce critica della Germania contemporanea, della sua società, del ruolo dell'esercito, della corruzione della giustizia, accompagnata da provocanti fotografie di John Heartfield, con il quale aveva collaborato precedentemente sulle riviste del partito comunista. Comincerà in questo anno una serie di conferenze nelle maggiori città della Germania, mettendosi in luce quale fine declamatore, ed infiammando gli animi di vastissime folle. Alla fine degli anni venti, Kurt Tucholsky era divenuto il più quotato arringatore di folle della Germania. Nella città di Wiesbaden sfugge ad un attentato organizzato dalle SA naziste, che segnerà il suo definitivo distacco dalla Germania, oramai in balìa delle forze nazionalsocialiste. Nel 1930 si trasferisce in Svezia, a Hindås, vicino a Göteborg. Il suo esilio diverrà politico a tutti gli effetti a partire dal 1933, alla revoca della sua cittadinanza tedesca da parte delle autorità naziste. Nel 1931 scriverà il romanzo Schloss Gripsholm, una storia d'amore fiabesca che lo vedrà acclamato come uno dei migliori scrittori dell'epoca, accostandolo alla maestria di Laurence Sterne. Mentre il successo e l'affermazione cominciano ad arrivare, Tucholsky si definisce un "poeta dismesso", e si chiuderà sempre più nella sua villa svedese. Assiste dal suo esilio alla persecuzione della Weltbühne e dell'amico e neodirettore Carl von Ossietzky da parte della censura nazista, e dunque al progressivo crollo di quanto lui si fosse sforzato di sostenere con la sua arte ed il suo impegno politico. Secondo quanto riferisce lo storico e critico letterario Marcel Reich-Ranicki il 15 dicembre 1935 Tucholsky scrisse una lettera ad Arnold Zweig, piena di feroci invettive contro l'ebraismo. La sera del 21 dicembre 1935 si suicidò nell'ospedale di Göteborg con overdose di sonniferi.

## Gli alter ego di Kurt Tucholsky

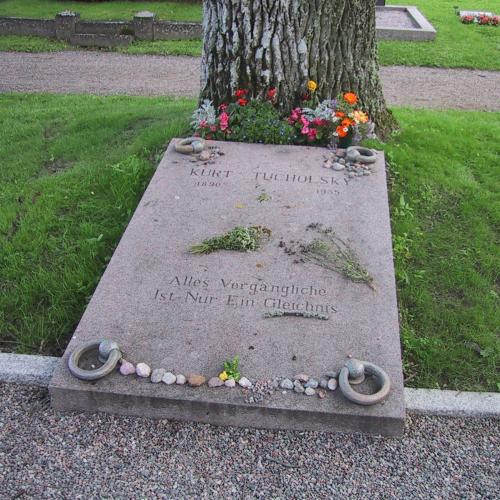
La tomba di Kurt Tucholsky a Mariefred (Svezia).

Singolare elemento che caratterizza la vastissima produzione di Kurt Tucholsky è la sua scelta di ricorrere a numerosi alter ego come firme della sua opera. Soprattutto dal periodo della Weltbühne l'autore comincia ad utilizzare questi personaggi, ciascuno caratterizzato dalla sua propria personalità:
- Ignaz Wrobel: il primo degli alter ego di Tucholsky, scrive a partire dal 1913 in qualità di feroce critico letterario;
- Peter Panter: commentatore pacato e riflessivo, attento all'attualità e poeta innovativo;
- Theobald Tiger: poeta satirico diretto ed incisivo, autore di metafore pungenti;
- Kaspar Hauser: ispirato alla schiettezza del "vero" Kaspar Hauser, nascerà solo nel tardo dopoguerra.

La scelta di Tucholsky di affidare la propria produzione alle firme di questi alter ego era motivata sia dalla poca credibilità che un'unica firma avrebbe potuto avere nello scrivere sia di poesia che di cronaca, sia dall'esigenza di diversificare i contributi della Weltbühne, in quanto autore della maggior parte dei suoi articoli.

## Premi letterari a suo nome
A Kurt Tucholsky sono dedicati due principali premi letterari. Quello svedese, nato nel 1984, viene conferito ad autori che hanno scritto in esilio. Quello tedesco invece viene assegnato dalla "Fondazione Kurt Tucholsky" (Kurt-Tucholsky-Stiftung) per giornalisti e pubblicisti che si sono distinti in uno stile breve, come il saggio, la satira ed il grottesco.

## Alla memoria
Il 21 luglio 1995 l'astronomo tedesco Freimut Börngen scopre e nomina l'asteroide 12401 Tucholsky.

## Opere

### Edizioni italiane
- Kurt Tucholsky, Prose e poesie. Testo tedesco a fronte, Guanda ed., a cura di E. Ranucci, 1977, ISBN 88-7746-047-4
- Kurt Tucholsky, Non posso scrivere senza mentire, Archinto ed., 1990, ISBN 88-7768-054-7
- Kurt Tucholsky, Deutschland, Deutschland über alles, Lucarini Editore, 1991, ISBN 88-7033-515-1
- Kurt Tucholsky, Il castello di Gripsholm. Una storia estiva, Studio Tesi ed., a cura di U. Bavaj, 1993, ISBN 88-7692-370-5
- Kurt Tucholsky, Il castello di Rheinsberg. Libro illustrato per innamorati e altro, Il Nuovo Melangolo ed., a cura di S. Böhme-Kuby, 2003, ISBN 88-7018-471-4
- Kurt Tucholsky, Le storie del signor Wendriner, Free Ebrei, a cura di Alessandra Cambatzu, 2013, ISBN 978-88-90914713